# F (тип підводних човнів США)
| ПЧ типу «F»                | ПЧ типу «F»                                        | ПЧ типу «F»                                        |
| -------------------------- | -------------------------------------------------- | -------------------------------------------------- |
| F-class submarine          |                                                    |                                                    |
|                            |                                                    |                                                    |
|                            |                                                    |                                                    |
| Під прапором               | США                                                | США                                                |
| Спуск на воду              | 1911—1912 (4 човни)                                | 1911—1912 (4 човни)                                |
| Виведений зі складу флоту  | 1922 рік                                           | 1922 рік                                           |
| Сучасний статус            | утилізовані                                        | утилізовані                                        |
| Проєкт                     |                                                    |                                                    |
| Основні характеристики     |                                                    |                                                    |
| Швидкість (надводна)       | 13,5 вузлів (25 км/год)                            | 13,5 вузлів (25 км/год)                            |
| Швидкість (підводна)       | 11,5 вузлів (21,3 км/год)                          | 11,5 вузлів (21,3 км/год)                          |
| Гранична глибина занурення | 61 м                                               | 61 м                                               |
| Екіпаж                     | 22 особи                                           | 22 особи                                           |
| Розміри                    |                                                    |                                                    |
| Довжина найбільша (по КВЛ) | 43,51 м                                            | 43,51 м                                            |
| Ширина корпусу найб.       | 4,70 м                                             | 4,70 м                                             |
| Середня осадка (по КВЛ)    | 3,71 м                                             | 3,71 м                                             |
| Озброєння                  |                                                    |                                                    |
| Торпедно- мінне озброєння  | 4 носових ТА калібру 18 дюймів — 467 мм, 4 торпеди | 4 носових ТА калібру 18 дюймів — 467 мм, 4 торпеди |
| Зображення на Вікісховищі  |                                                    |                                                    |

Тип підводних човнів «F»  — чотири підводних човни одного проєкту ВМС США спроєктованих на Electric Boat в 1909 році. F- 1 і F-2 були побудовані на Union Iron Works в Сан-Франциско, а F-3 і F-4 були побудовані на Seattle Construction and Drydock Company в Сіетлі, штат Вашингтон.

## Конструкція
Вони схожі на човни типу «С» і типу «D», але є більшими, 400 тонн при зануренні проти 337 тонн на типі «D». Вони були однокорпусними човнами. Загальна довжина була 43,4 м, з шириною у 4,7 м. Вони також, як і човни типу «Е» мали носові рулі. Як і в типі «Е» були встановлені дизельні двигуни, їх раннього моделі, котрі були ще дуже ненадійні і котрі були замінені в 1915 році.
Корпус човнів мав три відсіки:
- торпедний, з чотири 18-дюймові торпедними апаратами,
- відсік управління, з баластними регулюючими клапанами, управління рулями, перископ.
- машинний, з двома дизельними двигунами, двома електродвигунами, котрі були з'єднані між собою через з'єднувальну муфту, аби використовувати електродвигуни також і як генератори для зарядки батареї. На їх спільних валах також були встановлені гребні гвинти.

Перед зануренням дизелі вимикалися і від'єднувалися муфтою від електродвигуна. Натомість на нього для приведення в рух гребних гвинтів подавався струм від електробатарей, що забезпечувало рух човна у підводному положенні.
У ці човни також були включені деякі пристрої, призначені для збільшення надводної швидкості, котрі були в стандартними у США для підводних човнів цієї епохи, в тому числі мале вітрило і обертові кришкою над дулами торпедних апаратів.

## Експлуатація
Всі чотири підводні човни типу «F» несли службу на Тихоокеанському флоті США. Переважно були розташовані у Сан-Педро, в Каліфорнії і з перебуванням в Гаваях. F-4 пропав біля Гаваів 25 березня 1915, бо через витік кислоти з акумуляторів був пошкоджений корпус. F-1 і F-3 зіткнувся в Сан-Дієго 17 грудня 1917 і F-1 був втрачений. Човни F-2 і F-3 бути виведені з експлуатації і продані на брухт у 1922 році відповідно до умов Вашингтонської морської угоди.

## Представник и
- USS F-1 (SS-20) — спущений на воду 6 вересня 1911 з назвою «Carp». Переданий флоту 19 червня 1912. Перейменований в F-1 17 листопада 1911. Затонув у результаті зіткнення з F-3, 17 грудня 1917[2]
- USS F-2 (SS-21) — спущений на воду 19 березня 1912 з назвою «Barracuda». Переданий флоту 25 червня 1912. Перейменований в F-2 17 листопада 1911. Виведений з експлуатації 17 липня 1920 і проданий на металобрухт 16 березня 1922.[3]
- USS F-3 (SS-22) — спущений на воду 6 січня 1912 з назвою «Pickerel». Переданий флоту 5 серпня 1912. Перейменований в F-3 і в «SS-22» 17 липня 1920. Виведений з експлуатації 15 березня 1922 і проданий на металобрухт.[4]
- USS F-4 (SS-23) — спущений на воду 6 січня 1912 з назвою «Skate». Переданий флоту 3 травня 1913. Перейменований в F-4 і в «SS-23» 17 листопада 1911. провалився в глибину біля Гаваїв 25 березня 1915.[5]